# Nuevo Torino
Nuevo Torino è una città dell'Argentina nella provincia di Santa Fe situata nel dipartimento di Las Colonias . 
È una zona di produzione lattiero-casearia. Nella città si svolge il del Festival provinciale del pollo. 
Nuevo Torino prende il nome dalla città di Torino in Italia.

## Storia
Nuevo Torino fu fondata da Guillermo Lehmann e Christian Clauss nel 1875. Il nome deriva dagli immigrati torinesi, difatti i suoi primi coloni erano per lo più piemontesi e svizzeri e in numero minore tedeschi e spagnoli.
Nel 1886 la popolazione fu colpita dall'epidemia di colera che durò diversi mesi, uccidendo quasi tutta la popolazione.
Fino a quel momento il comune viveva di economia di sussistenza, ma con l’insediamento di nuovi abitanti cominciò la produzione lattiero-casearia, tutt’ora presente.

## Popolazione
Ha 818 abitanti (Indec , 2010), che rappresenta un aumento rispetto ai 734 abitanti (Indec , 2001) del censimento precedente.